# Síla psa
Síla psa (v anglickém originále The Power of the Dog) je dramatický westernový film scenáristky a režisérky Jane Campion z roku 2021. Film je natočený podle stejnojmenného románu Thomase Savage, vydaného v roce 1967. Ve filmu hrají Benedict Cumberbatch, Kirsten Dunst, Jesse Plemons a Kodi Smit-McPhee. Film se natáčel převážně v regionech Otaga na Novém Zélandu.
Film měl světovou premiéru na Mezinárodním filmovém festivalu v Benátkách dne 2. září 2021, kde Campion získala ocenění Stříbrného lva za nejlepší režii. Limitovaná premiéru se odehrála v listopadu 2021. Na Netflixu byl film zveřejněn dne 1. prosince 2021. Film získal pozitivní reakce kritiků, kteří chválí hlavně režii a scénář, kameru, hudbu a výkony herců (především Cumberbatche, Dunst a Smit-McPheeho). Americkým filmovým institutem byl film jmenován jedním z deseti nejlepších filmů roku 2021. Dále získal 7 nominací na Zlatý glóbus, kde získal cenu za nejlepší film (drama), nejlepší mužský herecký výkon ve vedlejší roli (Smit-McPhee) a nejlepší režii. Film získal také 10 nominací na cenu Critics' Choice Movie Awards.

## Obsazení
| Benedict Cumberbatch   | Phil Burbank            |
| Kirsten Dunstová       | Rose Gordon             |
| Jesse Plemons          | George Burbank          |
| Kodi Smit-McPhee       | Peter Gordon            |
| Thomasin McKenzie      | Lola                    |
| Genevieve Lemon        | Paní Lewis              |
| Keith Carradine        | guvernér Edward         |
| Frances Conroy         | stará lady Burbank      |
| Peter Carroll          | starý gentleman Burbank |
| Alison Bruce           | guvernérova manželka    |
| Alistair Sewell        | Jock                    |
| Cohen Halloway         | Bobby                   |
| Sean Keenan            | Sven                    |
| Adam Beach             | Edward Nappo            |
| Maeson Stone Skuccedal | syn Edwarda Nappa       |
| Alice Englert          | Buster                  |